# Deshonra
Deshonra es una película argentina del género de drama filmada en blanco y negro dirigida por Daniel Tinayre sobre su propio guion escrito en colaboración con Alejandro Verbitsky y Emilio Villalba Welsh que se estrenó el 3 de junio de 1952 y que tuvo como protagonistas a Fanny Navarro, Mecha Ortiz, Tita Merello, Jorge Rigaud, Guillermo Battaglia y Francisco de Paula.

## Sinopsis
Muestra la vida en una cárcel de mujeres en la cual es encerrada una mujer por un crimen que no ha cometido.

## Comentarios

### Vinculación del filme con la situación política
El personaje central de Flora es una migrante del interior del país que gracias a cuatro años de estudios se gradúa de enfermera. Pertenece por tanto a un sector –los provincianos afincados en la Capital Federal- considerado como favorable al gobierno peronista. Por otra parte, la enfermera constituía en la mirada gubernamental el “equivalente femenino del 'trabajador industrial' , símbolo del trabajo fuera del hogar y figura emblemática de la FEP Fundación Eva Perón, encarnaba las virtudes de altruismo y la abnegación asociadas con la tarea de asistencia y curación de los enfermos bajo la guía espiritual de Eva”. En esta forma se mostraba a través del personaje un ejemplo de los valores de la movilidad social y de la solidaridad tan pregonados por el peronismo y cabe recordar que la referida Fundación daba especial relevancia a su Escuela de Enfermería y que sus alumnas tenían un lugar destacado en los actos públicos.
La película comienza con escenas que muestran las falencias de la administración de justicia y del sistema carcelario: una mujer inocente es encarcelada acusada del crimen cometido en el seno de una familia adinerada por uno de sus integrantes y encerrada en un presidio donde sufre con sus compañeras varias denigraciones hasta culminar en que la furia de la Directora hace someter a todas las presas a un baño con mangueras, una metaforizada violación de un crudo realismo para la época que ocasiona la muerte de una ellas. Allí ingresa al filme una nueva Directora, con el nombre de Interventora y comienza el cambio. En la realidad el gobierno peronista había encarado desde 1946 la reforma del sistema carcelario, comenzando por  el cierre del penal de Ushuaia y había hecho de ello una de sus banderas de propaganda. La película pasa entonces a mostrar cómo con la nueva conducción se mejoran las condiciones edilicias, se da mayor capacitación a los agentes penitenciarios y se humaniza el trato. Es significativa que la imagen de la Interventora responda a la estética de la Sra. de Perón. Delgadez extrema, elegancia -aun con un sencillo traje sastre- y hasta el mismo característico peinado. La comprensión y atención con las que escucha los reclamos, el cariño maternal desparramado entre las internas y, sobre todo, su discurso novedoso y desequilibrante recuerdan a la primera dama, que falleció poco tiempo antes del estreno del filme.

### El uso de oposiciones
La película articula diversas oposiciones: el antes y un después del acceso de Perón al poder, el adentro y afuera (de la cárcel y de la casa de los ricos burgueses donde ocurrió el crimen), hipocresía y sinceridad; ricos y pobres. Si la población carcelaria es un compendio de las miserias humanas en las que prevalece la idea de la muerte (infanticidio, homicidio), el mundo de afuera, no está exento de comportamientos desleales y ruines, mentirosos y traidores y hasta de muertes pues es justamente la averiguación de una muerte la que desde las primeras imágenes impulsa la acción narrativa.

### El clima del filme
La creación de una atmósfera y su transmisión al espectador es uno de los méritos más destacables del filme. La oscuridad y los tonos grises, las agresiones verbales, la miseria representada transmiten el clima asfixiante que envuelve a los protagonistas en la cárcel y llega al espectador. Cuando la cámara pasa a la casa de los burgueses ricos, no obstante su refinada construcción y las comodidades propias de su clase, la pintura del modo de relacionarse entre marido y mujer -agresiones, desamor, obsesiones enfermizas, odios- muestra similitudes sensibles con el mundo carcelario. La propia señora de la casa –paralítica-  detesta su casa por “oscura” y por “húmeda”, calificativos que a simple vista corresponden a la cárcel. Así tanto la acción que se desarrolla en uno y otro lugar tiene momentos en los que la angustia y una opresión asfixiante desencadenan situaciones de extrema violencia. 
Cuando se produce el cambio en la cárcel, el filme se ilumina, la visión del espectador es más clara y ve la cocina limpia, delantales limpios, uniformes nuevos y así el clima transmitido es de renovación y mejora. 